# Eduard Scharf
Eduard „Ed/Eddy“ Scharf (* 7. November 1953 in Köln) ist ein deutscher Pokerspieler. Er ist zweifacher Braceletgewinner der World Series of Poker.

## Pokerkarriere

### Werdegang
Scharf ist seit 1980 als Pilot bei der Lufthansa tätig und entschloss sich 1995 auch als Hobby-Pokerspieler aktiv zu werden. Der Pot-Limit-Omaha-Spezialist gewann in den Jahren 2001 und 2003 jeweils ein Bracelet bei der World Series of Poker (WSOP) in Las Vegas. Sein größter Erfolg beim Main Event der WSOP war der 15. Platz im Jahr 2004. Insgesamt gewann er mindestens knapp 1,5 Millionen US-Dollar bei offiziellen Pokerveranstaltungen.
Neben seiner Tätigkeit als Pokerspieler war Scharf auch als Experte beim Fernsehsender Sport1 tätig. Im Februar 2007 erschien die DSF Poker-Schule auf DVD.
2012 machte Scharf Schlagzeilen, da er gegen das Finanzamt Köln-Mitte klagte. Die Finanzbeamten wollten Steuernachzahlungen von ihm. Scharf argumentierte, dass Poker Glücks- und Kasinospiel sei und daher keiner Besteuerung unterliege. Das Finanzamt Köln-Mitte sah den Zusammenhang anders und ging wegen der angeblichen Höhe der Gewinne von Scharf von einer gewerblichen Tätigkeit aus. Das Finanzgericht Köln folgte Ende Oktober 2012 der Behörde in ihrer Argumentation. Ergebnis: Eduard Scharf solle Steuern nachzahlen. Das Urteil ist zur Revision beim Bundesfinanzhof zugelassen. Scharf will auf Anraten seines Anwalts Robert Kazemi Revision einlegen. Der Bundesfinanzhof schloss sich in seinem Urteil der Argumentation des Finanzgerichts an. Da andere Gerichte Poker nicht als Glücksspiel betrachten, folgt aus dem Urteil eventuell eine nicht einheitliche Rechtsprechung. Hiergegen wurde eine Verfassungsbeschwerde eingelegt, welche auch von anderen Pokerspielern finanziert wird.

### Braceletübersicht
Scharf kam bei der WSOP 19-mal ins Geld und gewann zwei Bracelets:
| Jahr | Buy-in (in $) | Turnier     | Teilnehmer | Preisgeld (in $) |
| ---- | ------------- | ----------- | ---------- | ---------------- |
| 2001 | 1500          | Limit Omaha | 144        | 83.810           |
| 2003 | 1500          | Limit Omaha | 120        | 63.600           |